# Внутреннее сопротивление

Двухполюсник и его эквивалентная схема

Вну́треннее сопротивле́ние двухполюсника — импеданс в эквивалентной схеме двухполюсника, состоящей из последовательно включённых генератора напряжения и импеданса (см. рисунок). Понятие применяется в теории цепей при замене реального источника идеальными элементами, то есть при переходе к эквивалентной схеме.

## Введение
Необходимость введения термина можно проиллюстрировать следующим примером. Сравним два химических источника постоянного тока с одинаковым напряжением:
- Автомобильный свинцово-кислотный аккумулятор с напряжением 12 вольт и ёмкостью 55 А·ч.
- Батарея из 8 гальванических элементов, например, типоразмера АА, соединенных последовательно. Суммарное напряжение такой батареи также 12 вольт, ёмкость значительно меньше — примерно 1 А·ч.

Несмотря на одинаковое напряжение, эти источники значительно отличаются при работе на одинаковую нагрузку. Так, автомобильный аккумулятор способен отдать в нагрузку большой ток (от аккумулятора заводится двигатель автомобиля, при этом стартер потребляет ток порядка 250 А), а от батареи элементов стартер вообще не станет вращаться, так как напряжение батареи при подключении к зажимам стартера упадёт до долей вольта. Дело не в относительно небольшой электрической ёмкости батареек: запасённой в ней энергии и заряде в один ампер-час хватило бы для того, чтобы вращать стартер в течение 14 секунд (при токе 250 А).
В соответствии с законом Ома в источниках с одинаковым напряжением ток в одинаковой нагрузке также должен быть одинаковым. В приведённом примере это не выполняется потому, что утверждение верно только для идеальных источников ЭДС; реальные же источники в той или иной степени отличаются от идеальных. Для описания степени отличия реальных источников от идеальных применяется понятие внутреннее сопротивление.

## Эквивалентная схема активного двухполюсника
Реальные активные двухполюсники хорошо описываются математически, если их рассматривать как эквивалентную схему, состоящую из (см. рисунок) последовательно включённых генератора напряжения и сопротивления (в общем случае — импеданса). Генератор напряжения представляет собственно источник энергии, находящийся в этом двухполюснике. Идеальный генератор мог бы отдать в нагрузку сколь угодно большие мощность и ток. Однако сопротивление, включённое последовательно с генератором, ограничивает мощность, которую данный двухполюсник может отдать в нагрузку. Это эквивалентное сопротивление и называется внутренним сопротивлением. Оно является лишь параметром абстрактной модели двухполюсника, то есть физического «резистора» как электронного компонента внутри двухполюсников обычно нет.
Формально, в реальных гальванических элементах это внутреннее сопротивление можно идентифицировать физически. Это суммарное сопротивление плюсового стержня (углерода, стали), самого корпуса (цинка и никеля), а также самого электролита (соли) и поглотителя водорода (в солевых элементах). Все эти материалы, как и поверхности раздела между ними, имеют конечное сопротивление, отличное от нуля.
В иных источниках это омическое сопротивление обусловлено сопротивлением обмоток и контактов, которое включено последовательно с собственно внутренним сопротивлением источника и снижают характеристики источников напряжения.
Контактные разности потенциалов имеют иную природу возникновения напряжения и являются неомическими, то есть здесь затраты энергии идут на работу выхода носителей заряда.

## Сопротивление и внутреннее сопротивление
Основной характеристикой абстрактного двухполюсника является его внутреннее сопротивление (или, иначе, импеданс). Однако, описать двухполюсник одним только сопротивлением не всегда возможно. Дело в том, что термин сопротивление примени́м только для чисто пассивных элементов, то есть, не содержащих в себе источников энергии. Если двухполюсник содержит источник энергии, то понятие «сопротивление» к нему просто не применимо, поскольку закон Ома в формулировке U=I·r не выполняется.
Таким образом, для двухполюсников, содержащих источники (то есть генераторы напряжения и генераторы тока) необходимо говорить именно о внутреннем сопротивлении (или импедансе). Если же двухполюсник не содержит источников, то «внутреннее сопротивление» для такого двухполюсника означает то же самое, что и просто «сопротивление».

## Родственные термины
Если в какой-либо системе можно выделить вход и/или выход (пара электрических контактов), то часто употребляют следующие термины:
- Входное сопротивление, часто входной импеданс, — внутреннее сопротивление, проявляемое этой парой контактов как двухполюсника, которым является вход системы [4]
- Выходное сопротивление, часто выходной импеданс, — внутреннее сопротивление, проявляемое этой парой контактов как двухполюсника, которым является выход системы.

## Физические принципы
Несмотря на то, что на эквивалентной схеме внутреннее сопротивление представлено как один пассивный элемент (причём активное сопротивление, то есть резистор в нём присутствует обязательно), внутреннее сопротивление не обязательно сосредоточено в каком-либо одном элементе. Двухполюсник лишь внешне ведёт себя так, словно в нём имеется сосредоточенный внутренний импеданс и генератор напряжения. В действительности же, внутреннее сопротивление является внешним проявлением совокупности физических эффектов:
- Если в двухполюснике имеется только источник энергии без какой-либо электрической схемы (например, гальванический элемент), то внутреннее сопротивление носит чисто активный характер (в низкочастотных цепях), и оно обусловлено физическими эффектами, которые не позволяют мощности, отдаваемой этим источником в нагрузку, превысить определённый предел. Наиболее простой пример такого эффекта — ненулевое сопротивление проводников электрической цепи. Но, как правило, наибольший вклад в ограничение мощности вносят эффекты неэлектрической природы. Так, например, в химическом источнике мощность может быть ограничена площадью соприкосновения участвующих в реакции веществ, в генераторе гидроэлектростанции — ограниченным напором воды и т. д.
- В случае двухполюсника, содержащего внутри электрическую схему, внутреннее сопротивление «рассредоточено» в элементах схемы (в дополнение к перечисленным выше механизмам в источнике).

Отсюда также следуют некоторые особенности внутреннего сопротивления:
- Внутреннее сопротивление невозможно убрать из двухполюсника[5]
- Внутреннее сопротивление не является стабильной величиной: оно может изменяться при изменении каких-либо внешних (нагрузка, ток) и внутренних (нагрев, истощение реагентов) условий.

## Влияние внутреннего сопротивления на свойства двухполюсника
Эффект внутреннего сопротивления является неотъемлемым свойством любого активного двухполюсника. Основной результат наличия внутреннего сопротивления — это ограничение электрической мощности, которую можно получить в нагрузке, питаемой от этого двухполюсника.
Если к источнику с ЭДС генератора напряжения E и активным внутренним сопротивлением r подключена нагрузка с сопротивлением R, то ток, напряжение и мощность в нагрузке выражаются следующим образом:
| {\displaystyle I={\frac {E}{r+R}},\quad U_{R}={\frac {E}{r+R}}{R},\quad P_{R}={\frac {E^{2}}{(r+R)^{2}}}{R}.} |

## Нахождение внутреннего сопротивления

### Расчёт
Понятие расчёт применимо к схеме (но не к реальному устройству). Расчёт приведён для случая чисто активного внутреннего сопротивления (отличия реактивного сопротивления будут рассмотрены далее).

Примечание: Строго говоря, любой реальный импеданс (в том числе и внутреннее сопротивление) обладает некоторой реактивной составляющей, поскольку любой проводник имеет паразитную индуктивность и ёмкость. Когда мы говорим о чисто активном сопротивлении, то имеем в виду не реальную систему, а её эквивалентную схему, содержащую только резисторы: реактивность была отброшена как несущественная при переходе от реального устройства к его эквивалентной схеме.
Если же реактивность существенна при рассмотрении реального устройства (например, при рассмотрении системы на высоких частотах), то эквивалентная схема составляется с учётом этой реактивности. Более подробно смотри в статье «Эквивалентная схема».

Пусть, имеется двухполюсник, который может быть описан приведённой выше эквивалентной схемой. Двухполюсник обладает двумя неизвестными параметрами, которые необходимо найти:
- ЭДС генератора напряжения U
- Внутреннее сопротивление r

В общем случае, для определения двух неизвестных необходимо сделать два измерения: измерить напряжение на выходе двухполюсника (то есть разность потенциалов Uout = φ2 − φ1) при двух различных токах нагрузки. Тогда неизвестные параметры можно найти из системы уравнений:
| {\displaystyle {\begin{matrix}U_{out1}=U-rI_{1}\\U_{out2}=U-rI_{2}\end{matrix}}} | (Напряжения) |

где Uout1 — выходное напряжение при токе I1, Uout2 — выходное напряжение при токе I2. Решая систему уравнений, находим искомые неизвестные:
| {\displaystyle r={\frac {U_{out1}-U_{out2}}{I_{2}-I_{1}}},\quad U=U_{out1}+I_{1}{\frac {U_{out1}-U_{out2}}{I_{2}-I_{1}}}=U_{out1}+I_{1}r} | (ОбщийСлучай) |

Обычно для вычисления внутреннего сопротивления используется более простая методика: находится напряжение в режиме холостого хода и ток в режиме короткого замыкания двухполюсника. В этом случае система (Напряжения) записывается следующим образом:
| {\displaystyle {\begin{matrix}U_{oc}=U-0\\0=U-rI_{sc}\end{matrix}}} |

где Uoc — выходное напряжение в режиме холостого хода (англ. open circuit), то есть при нулевом токе нагрузки; Isc — ток нагрузки в режиме короткого замыкания (англ. short circuit), то есть при нагрузке с нулевым сопротивлением. Здесь учтено, что выходной ток в режиме холостого хода и выходное напряжение в режиме короткого замыкания равны нулю. Из последних уравнений сразу же получаем:
| {\displaystyle r={\frac {U_{oc}}{I_{sc}}},\quad U=U_{oc}} | (ВнутрСопр) |

Таким образом, чтобы рассчитать внутреннее сопротивление и ЭДС эквивалентного генератора для двухполюсника, электрическая схема которого известна, необходимо:
- Рассчитать выходное напряжение двухполюсника в режиме холостого хода
- Рассчитать выходной ток двухполюсника в режиме короткого замыкания
- На основании полученных значений найти r и U по формуле (ВнутрСопр).

### Измерение
Понятие измерение применимо к реальному устройству (но не к схеме). Непосредственное измерение омметром невозможно, поскольку нельзя подключить щупы прибора к выводам внутреннего сопротивления. Поэтому необходимо косвенное измерение, которое принципиально не отличается от расчёта — также необходимы напряжения на нагрузке при двух различных значениях тока. Однако воспользоваться упрощённой формулой (2) не всегда возможно, поскольку не каждый реальный двухполюсник допускает работу в режиме короткого замыкания.
Иногда применяется следующий простой способ измерения, не требующий вычислений:
- Измеряется напряжение холостого хода
- В качестве нагрузки подключается переменный резистор и его сопротивление подбирается таким образом, чтобы напряжение на нём составило половину от напряжения холостого хода.

После описанных процедур сопротивление резистора нагрузки необходимо измерить омметром — оно будет равно внутреннему сопротивлению двухполюсника.
Какой бы способ измерения ни использовался, следует опасаться перегрузки двухполюсника чрезмерным током, то есть ток не должен превышать максимально допустимого значениях для данного двухполюсника.

### Реактивное внутреннее сопротивление
Если эквивалентная схема двухполюсника содержит реактивные элементы — конденсаторы и/или катушки индуктивности, то расчет реактивного внутреннего сопротивления выполняется также, как и активного, но вместо сопротивлений резисторов берутся комплексные импедансы элементов, входящих в схему, а вместо напряжений и токов — их комплексные амплитуды, то есть расчет производится методом комплексных амплитуд.
Измерение реактивного внутреннего сопротивления имеет некоторые особенности, поскольку оно является комплекснозначной функцией, а не скалярным значением:
- Можно искать различные параметры комплексного значения: модуль, аргумент, только вещественную или мнимую часть, а также комплексное число полностью. Соответственно, методика измерений будет зависеть от того, что хотим получить.
- Любой из перечисленных параметров зависит от частоты. Теоретически, чтобы получить путём измерения полную информацию о реактивном внутреннем сопротивлении, необходимо снять зависимость от частоты, то есть провести измерения на всех частотах, которые может генерировать источник данного двухполюсника.

### Измерение сопротивления петли фаза-нуль

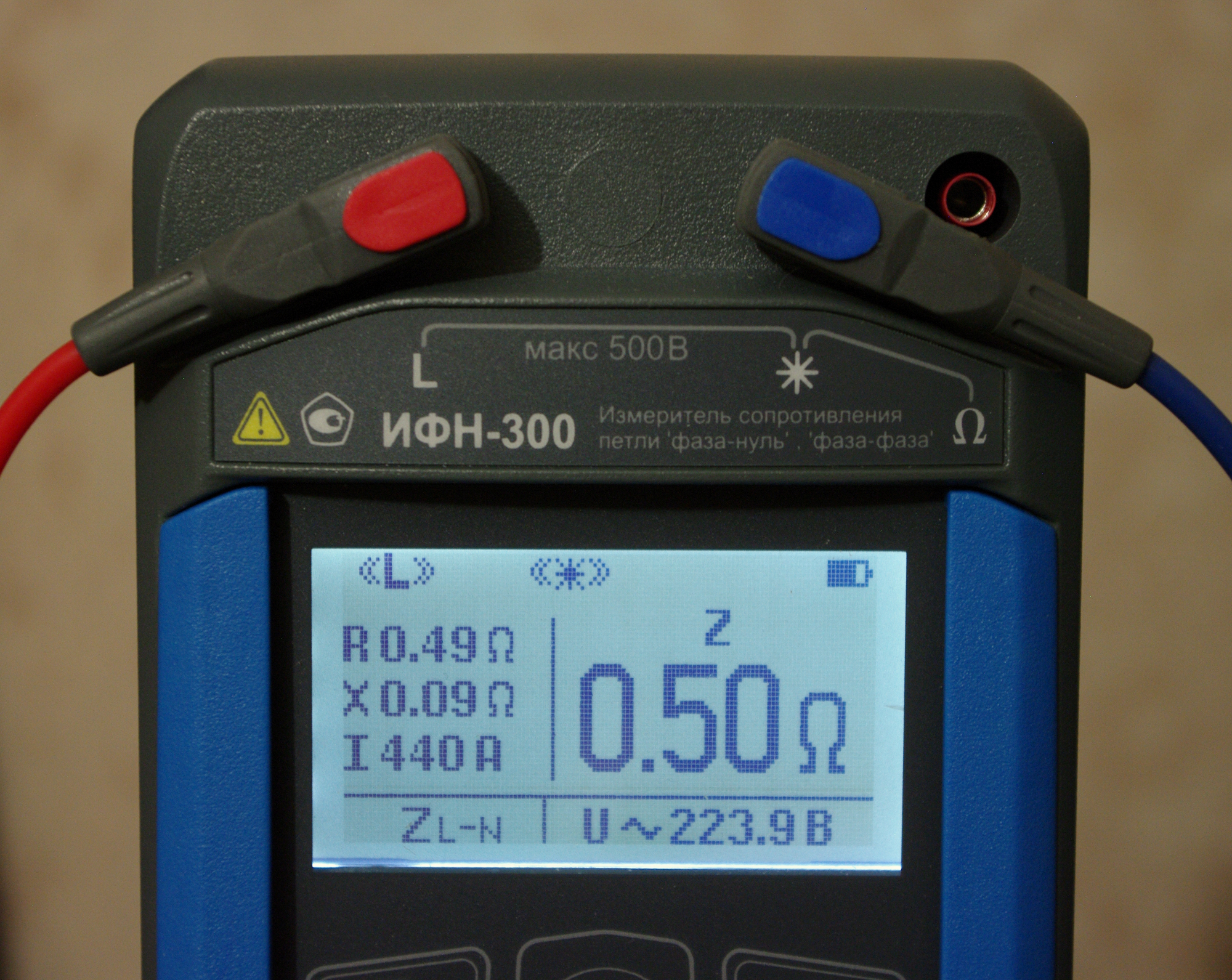
Результат измерения сопротивления петли фаза-нуль в розетке бытовой электросети

Частным случаем измерения внутреннего сопротивления является измерение сопротивления петли фаза-нуль в электроустановках. Двухполюсником в этом случае является пара проводников электроустановки: фазный и рабочий нулевой проводники или два фазных проводника. На фотографии показан результат такого измерения в розетке бытовой электросети напряжением 220 вольт:
- активная составляющая: 0,49 Ом
- реактивная составляющая: 0,09 Ом
- модуль полного сопротивления: 0,5 Ом
- ожидаемый ток короткого замыкания: 440 А

Прибор находит внутреннее сопротивление путём косвенного измерения методом падения напряжения на нагрузочном сопротивлении. Этот метод рекомендуется к использованию в приложении D ГОСТ Р 50571.16-99. Метод описывается приведённой выше формулой (ОбщийСлучай) при I1=0.
Результат измерения считается удовлетворительным, если ожидаемый ток короткого замыкания достаточно велик для надежного срабатывания аппарата, защищающего эту цепь от сверхтока.

## Применение
В большинстве случаев следует говорить не о применении внутреннего сопротивления, а об учете его негативного влияния, поскольку внутреннее сопротивление является скорее негативным эффектом. Тем не менее, в некоторых системах наличие внутреннего сопротивления с номинальным значением является просто необходимым.

### Упрощение эквивалентных схем
Представление двухполюсника как совокупность генератора напряжения и внутреннего сопротивления является наиболее простой и часто используемой эквивалентной схемой двухполюсника.

### Согласование источника и нагрузки
Согласование источника и нагрузки — это выбор соотношения сопротивления нагрузки и внутреннего сопротивления источника с целью достижения заданных свойств полученной системы (как правило, стараются достичь максимального значения какого-либо параметра для данного источника). Наиболее часто используются следующие типы согласования:
- Согласование по напряжению — получение в нагрузке максимального напряжения. Для этого сопротивление нагрузки должно быть как можно бо́льшим, по крайней мере, много больше, чем внутреннее сопротивление источника. Другими словами, двухполюсник должен быть в режиме холостого хода. При этом максимально достижимое в нагрузке напряжение равно ЭДС генератора напряжения E. Данный тип согласования применяется в электронных системах, когда носителем сигнала является напряжение, и его необходимо передать от источника к нагрузке с минимальными потерями.
- Согласование по току — получение в нагрузке максимального тока. Для этого сопротивление нагрузки должно быть как можно меньшим, по крайней мере, много меньше, чем внутреннее сопротивление источника. Другими словами, двухполюсник должен быть в режиме короткого замыкания. При этом максимально достижимый в нагрузке ток равен Imax=E/r. Применяется в электронных системах, когда носителем сигнала является ток. Например, при съеме сигнала с быстродействующего фотодиода целесообразно применять преобразователь ток-напряжение с минимальным входным сопротивлением. Малое входное сопротивление также решает проблему заужения полосы из-за паразитного RC-фильтра.
- Согласование по мощности — обеспечивает получение в нагрузке (что эквивалентно отбору от источника) максимально возможной мощности, равной Pmax=E²/(4r)[7]. В цепях постоянного тока: сопротивление нагрузки должно быть равно внутреннему сопротивлению r источника. В цепях переменного тока (в общем случае): импеданс нагрузки должен быть комплексно сопряженным внутреннему импедансу источника.
- Согласование по волновому сопротивлению — получение максимального коэффициента бегущей волны в линии передачи (в СВЧ технике и теории длинных линий). То же самое, что и согласование по мощности, но применительно к длинным линиям. Волновое сопротивление нагрузки должно быть равно внутреннему сопротивлению r. В СВЧ технике применяется практически всегда. Чаще всего термин согласованная нагрузка используется именно в этом смысле.

Согласование по току и мощности следует использовать с осторожностью, так как есть опасность перегрузить источник.

### Понижение высоких напряжений
Иногда к источнику электропитания искусственно добавляют внешнее балластное сопротивление, соединённое последовательно с нагрузкой (оно суммируется с внутренним сопротивлением источника) для того, чтобы понизить получаемое от него напряжение, либо ограничить величину тока, отдаваемого в нагрузку. Однако добавление резистора в качестве дополнительного сопротивления (так называемый гасящий резистор) во многих случаях неприемлемо, так как ведёт к бесполезному выделению значительной мощности на нём. Чтобы не расходовать энергию впустую и не решать проблему охлаждения дополнительного сопротивления, в системах переменного тока используют реактивные гасящие импедансы.  На основе гасящего конденсатора может быть построен конденсаторный блок питания. Аналогично, при помощи ёмкостного отвода от высоковольтной ЛЭП можно получить небольшие напряжения для питания каких-либо автономных устройств. Индуктивный балласт широко применяется для ограничения тока в цепи газоразрядных люминесцентных ламп.

### Минимизация шума
При усилении слабых сигналов часто возникает задача минимизации шума, вносимого усилителем в сигнал. Для этого используются специальные малошумящие усилители, которые могут быть как низкоомные, например, на биполярных транзисторах, так и высокоомными на полевых транзисторах, однако спроектированы они таким образом, что наименьший коэффициент шума достигается лишь при полном согласовании выходного сопротивления источника сигнала и входного сопротивления самого усилителя. Например, если источник сигнала обладает меньшим выходным сопротивлением (например, микрофон с выходным сопротивлением 30 Ом), то следует применить между источником и усилителем повышающий трансформатор, который повысит выходное сопротивление (а также напряжение сигнала) до необходимого значения.

## Ограничения
Понятие внутреннего сопротивления вводится через эквивалентную схему, поэтому имеют силу те же ограничения, что и для применимости эквивалентных схем.

## Примеры
Значения внутреннего сопротивления относительны: то, что считается малым, например, для гальванического элемента, является очень большим для мощного аккумулятора. Ниже приведены примеры двухполюсников и значения их внутреннего сопротивления r. Тривиальные случаи двухполюсников без источников оговорены особо.

### Малое внутреннее сопротивление
- Нулевым внутренним сопротивлением обладает только идеальный генератор напряжения. Если также рассматривать двухполюсники без источников, то сверхпроводящее короткое соединение тоже имеет нулевое внутреннее сопротивление (до величины токов, вызывающих потерю сверхпроводимости). Генератор со сверхпроводящей обмоткой при не слишком больших частотах и небольших токах также имеет активное внутреннее сопротивление, весьма близкое к нулю (индуктивный импеданс при определенных условиях может быть тоже довольно невелик).
- Автомобильная свинцово-кислотная стартерная аккумуляторная батарея имеет r около 0,01 Ом (порядка 10 миллиом, mΩ). Благодаря столь низкому внутреннему сопротивлению ток, отдаваемый батареей при запуске двигателя, достигает 250 ампер и более (для легковых автомобилей).
- Бытовая сеть электроснабжения переменного тока в жилых помещениях имеет r от десятых долей Ом до 1 Ом и более (зависит от качества электропроводки). Высокое сопротивление соответствует плохой проводке: при подключении мощных нагрузок (например, утюга) напряжение падает, при этом заметно уменьшается яркость ламп освещения, подключенных к той же ветви сети. Повышается пожароопасность, поскольку на сопротивлении проводов выделяется значительная мощность. И наоборот, в хорошей сети с низким сопротивлением напряжение падает от допустимых нагрузок лишь незначительно. Ток при коротком замыкании в хорошей бытовой электросети достигает нескольких сотен ампер.
- Используя отрицательную обратную связь в электронных схемах, можно искусственно создавать источники, обладающие (при определённых условиях) очень низким внутренним сопротивлением. Такими свойствами обладают современные электронные стабилизаторы напряжения. Например, интегральный стабилизатор напряжения 7805 (выходное напряжение 5 В) имеет типичное выходное сопротивление менее 0,0009 Ома[9]. Однако это вовсе не означает, что такой стабилизатор может отдать в нагрузку ток до 5500 А или мощность до 13 кВт при правильном согласовании. Характеристики стабилизатора нормированы только для рабочего диапазона токов, то есть в данном примере до 1,5 А. При превышении этого значения сработает защита, и стабилизатор отключится (при других конструкциях защиты ток ограничивается, а не отключается полностью).

### Большое внутреннее сопротивление
Обычно двухполюсники с большим внутренним сопротивлением — это различного рода датчики, источники сигналов и т. п. Типичная задача при работе с такими устройствами — снятие с них сигнала без потерь из-за неправильного согласования. Для достижения хорошего согласования по напряжению сигнал с такого двухполюсника должен сниматься устройством, имеющим ещё большее входное сопротивление (как правило, сигнал с высокоомного источника снимается при помощи буферного усилителя).
- Бесконечным внутренним сопротивлением обладает только идеальный источник тока. Если также рассматривать двухполюсники без источников, то простой разрыв цепи (два вывода, ничем не соединённые) тоже имеет бесконечное внутреннее сопротивление.
- Конденсаторные микрофоны, пьезоэлектрические и пироэлектрические датчики, а также все остальные «конденсаторо-подобные» устройства имеют реактивное внутреннее сопротивление, модуль которого может достигать[10] десятков и сотен мегаом. Поэтому такие источники требуют обязательного использования буферного усилителя для достижения согласования по напряжению. Конденсаторные микрофоны, как правило, уже содержат встроенный буферный усилитель, собранный на полевом транзисторе.
- Для измерения электрических потенциалов внутри живых клеток применяются электроды, представляющие собой стеклянный капилляр, заполненный проводящей жидкостью. Толщина такого проводника может быть порядка сотен ангстрем. Вследствие чрезвычайно малой толщины проводника такой «двухполюсник» (клетка с присоединёнными электродами) имеет внутреннее сопротивление порядка 100 мегаом. Высокое сопротивление и малое напряжение делают измерение напряжений внутри клетки непростой задачей.

### Отрицательное внутреннее сопротивление
Существуют двухполюсники, внутреннее сопротивление которых имеет отрицательное значение. В обычном активном сопротивлении происходит диссипация энергии, в реактивном сопротивлении энергия запасается, а затем выделяется обратно в источник. Особенность отрицательного сопротивления в том, что оно само является источником энергии. Поэтому отрицательное сопротивление в чистом виде не встречается, оно может быть только имитировано электронной схемой, которая обязательно содержит источник энергии. Отрицательное внутреннее сопротивление может быть получено в схемах путём использования:
- обратной связи
- элементов с отрицательным дифференциальным сопротивлением, например, туннельных диодов

Системы с отрицательным сопротивлением потенциально неустойчивы и поэтому могут быть использованы для построения автогенераторов.